# Elena Pîrțac
Elena Pîrțac (ur. 25 marca 1984) – mołdawska szachistka, arcymistrzyni od 2003 roku.

## Kariera szachowa
W latach 1995–2002 wielokrotnie reprezentowała Mołdawię na mistrzostwach świata i Europy juniorek w różnych kategoriach wiekowych. W 1999 r. wypełniła w Kiszyniowie pierwsza normę na tytuł arcymistrzyni, w 2000 r. zdobyła w Balatonlelle brązowy medal drużynowych mistrzostw Europy juniorek do 18 lat, natomiast w 2002 r. podzieliła I m. (wspólnie z Myrosławą Hrabinską) w Dniepropietrowsku, zdobywając drugą arcymistrzowską normę. W 2006 i 2010 r. dwukrotnie zdobyła złote medale indywidualnych mistrzostw Mołdawii.
W latach 2002–2010 pięciokrotnie reprezentowała narodowe barwy na szachowych olimpiadach.
Najwyższy ranking w karierze osiągnęła 1 lipca 2004 r., z wynikiem 2275 punktów zajmowała wówczas 4. miejsce wśród mołdawskich szachistek.